# Werner Steinberg (Politiker)
Werner Steinberg (* 10. Juli 1929; † 23. November 2012 in Bremen) war ein deutscher Politiker (CDU). 

## Biografie
Steinberg war Mitglied der CDU und Mitglied im CDU-Vorstand Bremen-Mitte. Er war Landesvorsitzender und dann Ehrenvorsitzender der Senioren Union der CDU Bremen. Er war Mitglied und dann Sprecher des Beirats Bremen-Mitte und zuvor Mitglied im Ortsbeirat Huchting. 
Er war von 1999 bis 2003 Mitglied der Bremischen Bürgerschaft und in den Deputationen für Sport sowie für Soziales, Jugend
und Senioren tätig.
Er war seit 1976 langjährig Gründungsvorstandsmitglied im Park links der Weser sowie ehrenamtlich für den Sport tätig. Er wohnte in Bremen-Mitte.